# Fedor Hlavatý
Fedor Hlavatý (Holovatyj, Głowaty) – postać historyczna, zbójnik grasujący pod koniec XV wieku na terenie Spisza, Zemplína i Abova (dzisiejsza Słowacja).
Fedor Hlavatý był Rusinem, pochodzącym ze wsi Ruská Volová niedaleko Sniny. Jego banda liczyła około 50 członków, zorganizowana była na sposób wojskowy i cieszyła się poparciem ludu. Jej działania skierowane były przede wszystkim przeciwko szlachcie i bogatemu miejskiemu patrycjatowi. Działała w latach 1492–1495 w okolicach Humennégo, Sniny, Medzilaborców, Svidnika, Stropkova i Bardejova, wyrządzając znaczne szkody i siejąc strach. O pozycji Hlavatego i sile jego bandy świadczy list z 12 lipca 1493 roku, wysłany do królewskiego miasta Bardejova, w którym zbójnik grozi miastu za powieszenie dwóch członków bandy, żądając okupu w wysokości 400 złotych, o następującej treści:

”Vy zly a nespravedlivy lude Bardiowcy, vy ste naszych bratow daly zveszaty, ludy dobrich a nevinnich, jako mordere necnotlyvy, ktory any vam, ani zadnomu nicz nebili vinni. A pretos, gestli nam priatelom a rodovi ich za nich nepolozite czeteri sta zolotich ve zoloce do troch nedeli v klastore v Mogili v Cracova alebo v cartysov v Lechniczi, tedi na vaszych hordlech y na vaszym ymaniv y na vaszich podanich se bvd dvlvho, bvd cratko takto se mstiti budemy pocvd naszeho rodv stava. Tot list pysan s hor dzen svateho Jacvba” 

Pod listem znajdowały się rysunki: szubienicy, szabli, ognia i rusznicy oraz nazwy złupionych miejsc: Orawy, Murania, Dunagesz, Sanoka, Rymanowa i Przemyśla.
Z czasem feudałowie z łupionych terenów zaczęli zbrojne akcje przeciwko zbójnikom. M.in. Koszyce wystawiły przeciwko zbójnikom oddział liczący 400 żołnierzy. Banda opierała się im przez trzy lata, po czym zaczęła się rozpadać, nie mogąc się bronić przed najemnikami. Ostatecznie został ujęty także Fedor Hlavatý, którego stracono w Trebišovie.